# Periergates chiriquensis
Periergates chiriquensis là một loài bọ cánh cứng trong họ Cerambycidae.